# Osso quadrato

Il cranio di un anapside con la posizione delle principali ossa dermiche, tra cui l'osso quadrato (q).

L'osso quadrato è presente nel cranio della maggior parte dei tetrapodi, inclusi anfibi, sauropsidi (rettili e uccelli) e i sinapsidi primitivi. In questi animali, esso si articola con il quadratogiugale e lo squamoso, costituendo la parte superiore dell'articolazione mandibolare, mentre la mandibola si connette tramite l'osso articolare, situato nella sua porzione posteriore. In tutte le classi tranne che nei mammiferi, l'osso quadrato forma il punto di articolazione della mandibola.
Dal punto di vista evolutivo, il quadrato origina dalla porzione più posteriore della primitiva mascella superiore cartilaginea.

## Rettili

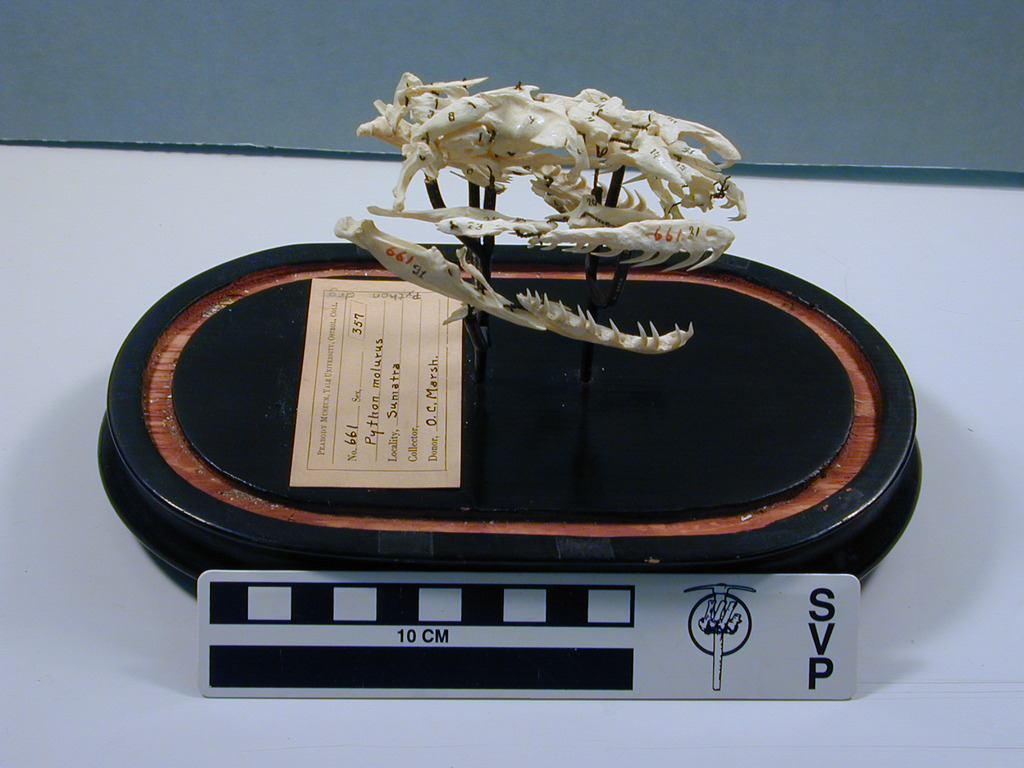
Cranio di pitone con le ossa disarticolate. Il quadrato (c) è particolarmente allungato nei serpenti, per facilitare la cinesi cranica.

In alcuni rettili estinti, la variazione e la stabilità della morfologia dell'osso quadrato hanno fornito preziosi indizi ai paleontologi per la classificazione a livello di specie, sia nei mosasauri (squamati) sia nei dinosauri spinosauridi.
In alcune lucertole e dinosauri il quadrato si articola alle due estremità, risultando mobile. Nei serpenti, invece, questo osso si è allungato e reso estremamente flessibile, contribuendo notevolmente alla capacità di ingoiare prede di dimensioni considerevoli.

## Mammiferi
Nei mammiferi, gli ossi articolare e quadrato sono migrati nell'orecchio medio, dove sono noti come martello e incudine. Insieme alla staffa, omologa della columella presente in alcuni rettili e anfibi, questi ossicini costituiscono una caratteristica distintiva del gruppo.

### Sviluppo
Negli embrioni di maiale, la mandibola ossifica lateralmente alla cartilagine di Meckel, mentre la parte posteriore di tale cartilagine si trasforma in incudine. In una fase successiva, questa porzione si stacca dal resto della cartilagine e migra nell'orecchio medio.